# 台湾における乖乖文化
台湾には『乖乖』（グァイグァイ）という市販のスナック菓子があり、その袋をコンピューターなどの機械のそばにおくという文化がある。乖乖(guai guai）には「いい子」や「お利口さん」という意味があり、それにあやかったもので、機械がエラーを起こすことなく正常に作動してほしいという気持ちが込められている。そのため、台湾ではあらゆる職場においてこの習慣がみられる。機械のそばにそなえられるのは緑色のパッケージに限られ、賞味期限も切れてはならない、などこの文化を実践するために守るべきルールも存在する。

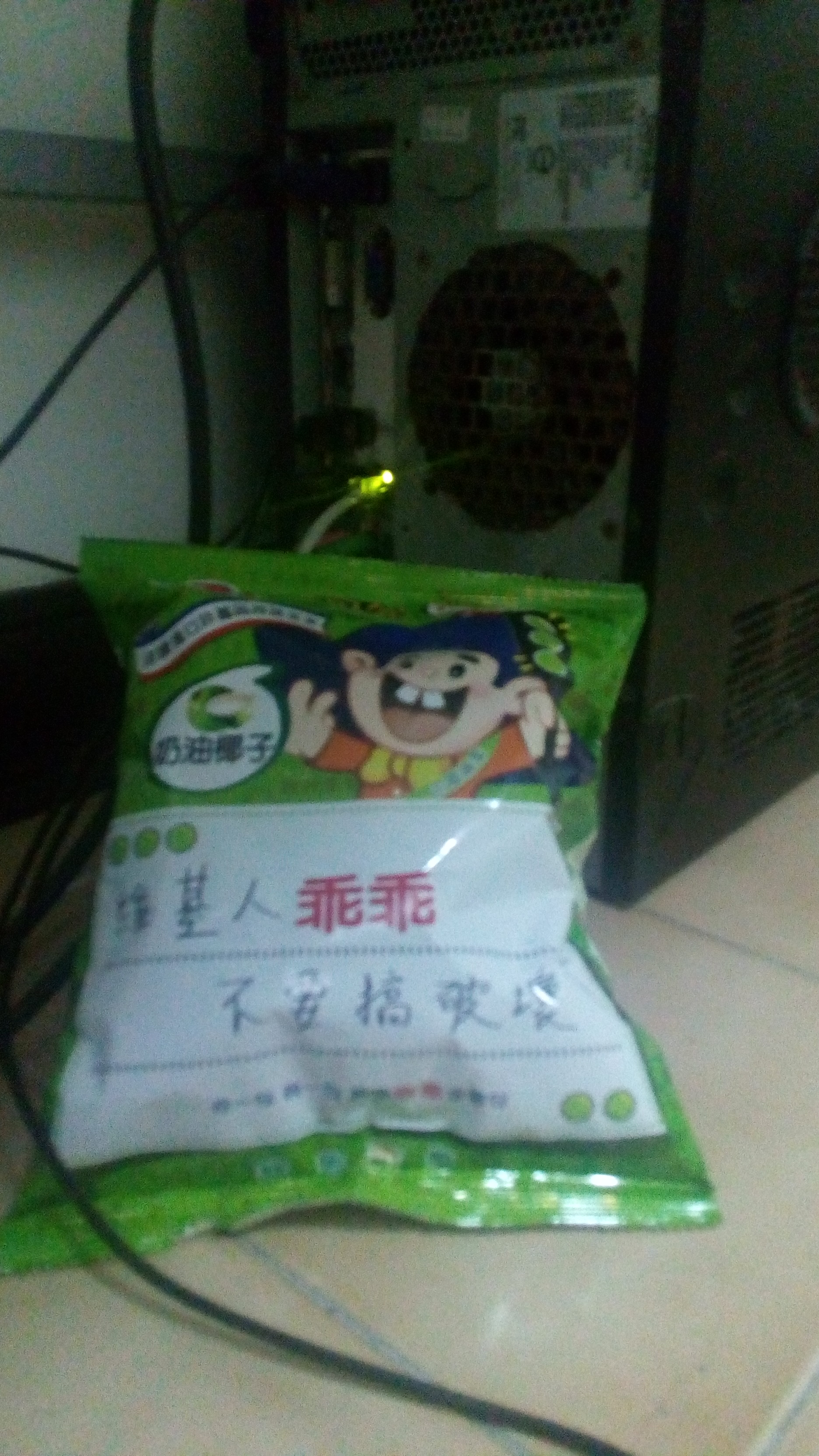
デスクトップPCのとなりに置かれた乖乖の袋。台湾には、こうして機械に祈りをささげることでトラブルが起こらなくなるという考え方がある。袋の表面には商品名が掲載されているがその前後には空白があり、そこに「願い事」を書き込むことが可能である。この袋には「よきウィキペディアンたれ。荒らしたりするな」(維基人乖乖／不要搞破壞) と書かれている。

## 影響
乖乖 は1968年に設立された菓子メーカーで、主にクッキーやパフコーンなどの菓子を製造している。商品ラインアップに会社名の「乖乖」を冠したパフコーンの菓子シリーズがあり、これが機械にそなえられる。
スナック菓子を機械のとなりに並べて置く習慣は古いもので2008年の記録が残っている。台湾のIT企業だが身内で行っているわけではなく、他の産業にもこの文化が広まっている。「乖乖」を様々なデバイスの隣に置く習慣がみられる場所として、サーバールーム、ATM、チケット売り場、制御システム室、高速の料金所などがある。そのほかにもコンピューター・センター、政府社会局、サステナブル建築、警察署、病院、ナースステーション、DV・性暴力防止センター、編集室、劇場、戶政事務所、国家試験の試験会場で観察されている。ある意味で飲食物には「弱い」コンピューターやサーバー機器のある部屋に持ち込める唯一の食品ということもできる。
この習慣を迷信だと考える人間もいるが、本当に信じている人間もいる。例えば映画監督の齊柏林は「〔袋に〕自分の名前を書くよ。大真面目に」と発言した記録が残っている 。一方で台北城市科技大学の准教授である江燦騰は、乖乖を置いたことによる効果とされるものは単に偶然の一致であり、（そうした主張を行いがちな）エンジニアにプラシーボ効果をもたらしているだけだと指摘している。

## 作法
乖乖の置き方にはすでに厳密な作法が成立している。通常デバイスが正常に作動していることを知らせるランプの色が緑色であることから、乖乖の袋の色も緑でなければならない（つまりココナッツ風味）。黄色や赤のランプは異常を知らせるものであり、乖乖の袋の色としては避けるべきである。例えば2017年5月の統合所得税の徴収に時期に、アクセスが殺到してオペレーション・システムがダウンすることをふせぐために台湾の財政部が乖乖に頼ろうとしたことがある 。しかし財政部は袋が黄色の乖乖を購入したため台湾のネチズンからは嘲りを浴びた。中国国民党の盧秀燕は、計画を見直す際に作法を必ず守って袋の色を間違えないように、と財政部にコメントをしている。ただしメーカー側は色ごとに意味づけを変えている。緑色の袋の乖乖は電子デバイスやコンピュータールーム向けであり、黄色の袋は経済的な成功を表しているため金融・銀行業界向け、などである。赤い袋は愛を表しており、バレンタインデーや母の日に数量限定で発売された。
この文化が広く浸透している台湾では、袋の色だけでなく賞味期限にも注意すべきだとされている。賞味期限切れのものは置かないことが肝心で、もし期限が切れていれば即座に取り替えなければならない。また中身をゴキブリやネズミに食べられないように、穴が開いていないかなど袋の状態も確認する必要がある。機械にそなえられているうちは何人であっても袋を開けて中の菓子を食べたり、無計画において後から取り替えることは許されていない。台湾では、何か災難が起こった際に、乖乖を間違って扱ってしまったためだという報道が行われることもある。

## コラボレーション

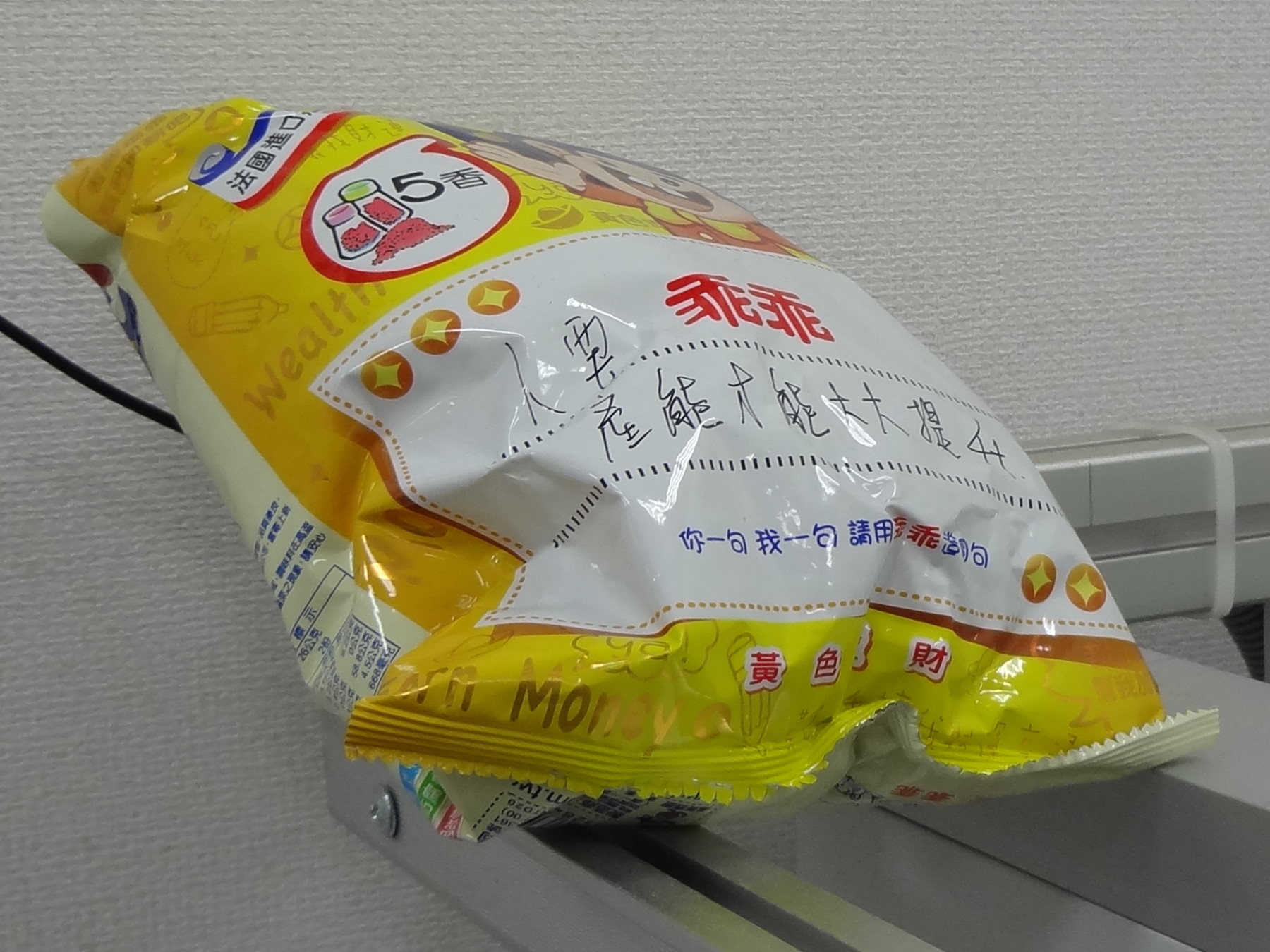
ベルトコンベアーで運ばれる乖乖（五種類のスパイス風味）

乖乖をそなえる習慣は、機械設備とかたく結びついているため、台湾のIT業界においては重要なサプライチェーンの一部だと考えられることが多い。2016年の台湾南部地震のときは、南部科学工業園区（南部サイエンスパーク）にあった台湾積体電路製造（TSMC)の製造ラインが被害を受けたが、TSMCのエンジニアはラインを復旧させた後で、自社スタッフのためのスペシャルエディションの乖乖をメーカーにオーダーした。このときの乖乖の袋には「FAB14A 222K限定」のロゴと、 TSMCの工場のマスコットであるクロツラヘラサギのキャラクターがプリントされていた。この限定版は、通常版と同じ価格でインターネット上でも販売され、20回近く再販もされた。この出来事があったことで、他のIT企業も乖乖にカスタムバージョンを依頼するようになった。例えば台湾のMicrosoftは、乖乖とコラボして定番の「孔雀香酥脆」のスペシャルエディションが発売された。2017年3月に台湾の鉄道である桃園機場捷運（桃園MRT）が開業したが、桃園MRTは一般向けに60,000枚の緑色の袋を製作した（「MRTに乗って時間を節約」(乖乖搭捷運，省時又快捷) とプリントされていた）。彰化銀行も乖乖とコラボして黄色い袋で5種類のスパイス風味の商品が発売された。
2017年6月、ドイツのテーマパーク「ヨーロッパ・パーク」が、飛行体験アトラクション「ヴォレタリウム」(Voletarium)の公開を発表したが、その記者会見のステージの中央には乖乖のスナック菓子が置かれており、者会見では「台湾のおどろくべき伝統」として紹介された。ヴォレタリウムを管理する台湾の智崴資訊科技（BROGENT TECHNOLOGIES）は、台湾国外に持ち出された自社のゲーム装置はすべて乖乖で飾ることを要求しており、その際の具体的な仕様については、対応する契約書に記載されている。
台湾が初めて自主開発した観測衛星フォルモサット5の打ち上げ前に、台湾の国家実験研究院(NARLabs)の職員は、衛星の模型のまわりに乖乖を積み上げて、打ち上げプロセスが最後まで無事におわることを祈った。このときも乖乖はスペシャルエディションの袋を発売した。袋に「宇宙からの素晴らしい眺めをあまさず我々のレンズに」 (太空浩瀚無垠，乖乖盡收眼底)とプリントされていた。